# Платье, Мелвин
Мелвин Платье (нидерл. Melvin Platje; 16 декабря 1988, Нарден) — нидерландский футболист, нападающий клуба АФК.

## Карьера
Игрок начал карьеру в молодёжных составах футбольных клубов «Алмере Сити» и «Хёйзен». Затем перешёл в футбольную академию клуба «Волендам», где и дебютировал на взрослом уровне в 2007 году.
Летом 2011 года Мелвин Платье перешёл в футбольный клуб НЕК из высшего дивизиона страны, как свободный агент. В сезоне 2012/13 с 9 мячами в 33 матчах стал лучшим бомбардиром команды.
28 июня 2013 года продолжил карьеру в бакинском «Нефтчи».